# Kamov Ka-10
O Kamov Ka-10, conhecido na OTAN como hat (chapéu), é um helicóptero soviético para observação, com um único assento. O primeiro voo realizou-se em 1950.
Era o sucessor do Ka-8, somente 12 unidades foram construídas.